# Casino (musikalbum)
Casino är popgruppen Alcazars debutalbum. Det släpptes år 2000. Albumet finns i flera versioner med olika omslag och delvis annorlunda uppsättning låtar för internationell lansering.

## Gruppuppsättning
- Andreas Lundstedt
- Tess Merkel
- Annika Kjærgaard

## Låtlista
1. Sexual Guarantee
2. Crying At The Discoteque
3. Don't Leave Me Alone
4. Almost Famous
5. Paradise
6. Transmetropolis
7. Stars Come Out At Night
8. Paris In The Rain
9. Baby Come Back
10. Breaking Free
11. Don't You Want Me
12. Shine On
13. Ritmo Del Amor
14. Tears Of A Clone
15. Bells Of Alcazar + Blues In G-minor (Gömt bonusspår)